# Мальтцан, Мортимер фон
Граф Иоахим Карл Людвиг Мортимер фон Ма́льтцан (нем. Joachim Karl Ludwig Mortimer von Maltzahn; 15 апреля 1793, дворец Лисса, ныне Вроцлав — 8 августа 1843, Берлин), барон фон Вартенберг-Пенцлин — прусский дипломат, министр иностранных дел Пруссии (1841—1842).

## Биография
Мортимер фон Мальтцан — представитель мекленбургского дворянского рода Мальтцанов, сын графа Иоахима Александра Казимира Мальтцана и его супруги Антонии, урождённой фон Хойм. Мальтцан участвовал в Освободительной войне в Германии офицером прусской гвардии. Поступил на дипломатическую службу, получал назначение секретарём посольства в разных странах. Являлся поверенным в делах Пруссии в Дармштадте и послом в Гааге, Гамбурге и Вене. Дослужился до звания уполномоченного министра.
В 1841 году Мальтцан был назначен министром иностранных дел Пруссии. Карл Август Фарнгаген фон Энзе, ссылаясь на доклад Гумбольдта, отмечал, что король Фридрих Вильгельм IV доволен Мальтцаном больше, чем другими министрами, полностью доверяет ему и готов положиться на него в любом деле. Но Мальтцана пришлось отправить в отставку из-за тяжёлого психического заболевания.

## Семья
Мортимер фон Мальтцан женился на графине Августе фон дер Гольц, дочери Августа Фридриха Фердинанда фон дер Гольца. Их дочь Антуанетта Луиза Эмилия Юлия фон Мальтцан (1824—1899) стала обер-гофмейстершей императрицы Августы, состояла в браке с Виллемом Хендриком Людвигом Арендом де Перпонхер Седльницки (1819—1893), сыном Хендрика Георга де Перпонхер Седльницки.